# Joan Dausà i Riera
Joan Dausà i Riera (Sant Feliu de Llobregat, 9 de juny de 1979) és un cantant, músic, actor, presentador i empresari català.
És conegut per la seva banda de música pop Joan Dausà i els Tipus d'Interès i per les seves bandes sonores. El 2018 va rellançar la seva carrera musical com a artista en solitari.
A banda de la seva activitat artística Joan Dausà també és copropietari del restaurant El Parlament a la seva ciutat, Sant Feliu de Llobregat.

## Biografia
La mare de Joan Dausà va morir quan ell tenia tres setmanes, a causa d'una malaltia que sabia que es podia agreujar amb l'embaràs, però va decidir tirar-lo endavant. Aquest fet és determinant en algunes de les seves cançons, com 1979.
Va estudiar a l'Escola Thau de Barcelona, per aquest motiu va fer la cançó commemorativa del 50è aniversari de l'escola. És llicenciat en administració i direcció d'empreses per la Universitat Pompeu Fabra i llicenciat en interpretació per l'Institut del Teatre.
A catorze anys ja solia cantar i tocar la guitarra en un grup d'esplai. Posteriorment, a la universitat, va formar el grup de música Na'fent. Dins el món de l'esplai, també havia estat professor de danses i cançons a la Fundació Pere Tarrés.
L'interès pel teatre li va venir durant una estada d'Erasmus a l'Argentina, on va assistir a unes classes de teatre a la universitat. Un cop acabada la carrera va fer papers d'extra a la televisió, en la sèrie El cor de la ciutat de TV3. Això el va animar a entrar a l'Institut del Teatre, per a les proves d'ingrés del qual es va preparar en dos mesos. Simultàniament, no ha deixat mai la seva vessant empresarial, portant la comptabilitat del despatx del seu pare.
Va participar en la campanya «Casa nostra és casa vostra» de suport a l'acollida de persones que fugen del seu país a causa de les guerres, de la fam, de la persecució política, creences o orientació sexual. Per denunciar el tracte que els emigrants pateixen a tot el món, va compondre la cançó Com plora el mar, que va presentar el desembre de 2016. Va decidir penjar la cançó a Internet i que els beneficis que generés anessin a alguna ONG que treballés en favor dels refugiats.
Viu a Olopte, petit municipi de la Cerdanya. Emparellat amb Elisabet, amb qui té dues filles: Valentina, que es fa dir Pina i a qui el cantant dedica una cançó al disc Ho tenim tot, i Julieta.

### Activitat professional
Com a actor, ha treballat en televisió, teatre i cinema. En televisió, va actuar com a extra a El cor de la ciutat (TV3); va ser el Krust del Club Super 3 (TV3); va interpretar el paper de Nico a la sèrie La Riera (TV3) i el de Max a L'última nit del Karaoke (TV3), i va posar la veu al personatge de Xavi Masdéu a la sèrie d'animació Arròs covat. En teatre, ha actuat a l'obra Natale in casa Cupiello, dirigida per Oriol Broggi, i a Automàtics, dirigida per Javier Daulte. En cinema, va actuar a Barcelona, nit d'estiu i a Barcelona, nit d'hivern.
Ha fet de presentador d'actes i esdeveniments, com La festa dels súpers, la Gran Final del Pica Lletres o el Certamen Nacional de Lectura en Veu Alta.
Com a músic, ha estat membre, líder i cara visible del grup Joan Dausà i els Tipus d'Interès, amb el qual ha enregistrat quatre treballs, ha fet diverses gires de concerts; és l'autor de la banda sonora de les pel·lícules Barcelona, nit d'estiu (per la qual va rebre un premi Gaudí) i Barcelona nit d'hivern.
Després de la carrera musical en grup amb Joan Dausà i els Tipus d'Interès, el 2018 va tornar com artista en solitari amb l'àlbum Ara som gegants. El videoclip de la cançó «La gran eufòria» va rebre el premi Enderrock al millor videoclip de l'any i el 2019 va rebre el Premi Enderrock per a millor artista segons la crítica.
El 2021 va publicar el seu quart disc, Ho tenim tot, amb onze temes, dos dels quals en castellà, que veuen reflectit en les seves lletres un caràcter optimista, però també mostren la situació viscuda durant i després de la pandèmia de la covid-19. Amb aquest disc va aconseguir el Premi Enderrock 2022 al Millor Disc de Cançó d'Autor.
El 25 d'octubre de 2024 va fer història a Madrid convertint-se en l'artista que hi ha aplegat més gent cantant en català, actuant al Palacio de Vistalegre, un concert batejat com "La Gran Bogeria 2" després de celebrar La Gran Bogeria al Palau Sant Jordi.

## Discografia
- Jo mai mai (2012, com Joan Dausà i els Tipus d'Interès)
- Barcelona nit d'estiu (2013, banda original de Barcelona, nit d'estiu)
- On seràs demà (2014), Right Here Right Now[18]
- Barcelona nit d'hivern (2015, banda original de Barcelona, nit d'hivern)
- La festa final (2016, àlbum concert de Palau de la Música el 27 i 28 de desembre de 2015)
- Ara som gegants (2018), Promo Arts[19]
- Ho tenim tot (2021)